# Athos
Athos, cujo nome verdadeiro é Armand de Sillègue d'Athos d'Autevielle, nasceu em 1615 em Béarn e morreu em 21 de Dezembro de 1643. Ele inspirou a Alexandre Dumas o personagem fictício "Athos", Conde de La Fère, um d'Os Três Mosqueteiros, personagens do romance histórico de mesmo nome, escrito em 1844. Está presente na obra clássica e em suas sequências: "Vinte Anos Depois" e "O Visconde de Bragelonne", onde encontra seu ocaso…

## O personagem histórico
Athos tem seu nome tirado do pequeno burgo Athos-Aspis sobre o Gave d'Oloron, perto de Sauveterre-de-Béarn e de Autevielle. Sendo o caçula da família, não poderia esperar receber por herança os feudos de Athos e de Autevielle, que caberia ao irmão mais velho. Tinha assim que escolher entre uma carreira no Exército ou na Igreja. Era primo, à moda bretã, do Conde de Tréville, cuja proteção permitiu-lhe entrar para o regimento dos Mosqueteiros, em 1640, na mesma época que Porthos. Apenas sabe-se sobre ele que era bearnês e que morreu jovem, sem dúvida morto durante um duelo, como indica o atestado de óbito da Igreja de Saint-Sulpice em Paris, em 21 de Dezembro de 1643. Sendo o Pré au Clercs, onde o corpo foi recolhido, um local conhecido como ponto de encontro de duelistas, é provável que seja deste modo que Athos tenha morrido.

## O personagem fictício
Assim como para d'Artagnan, não existe apenas um Athos e sim três : o personagem histórico, o personagem fictício de Courtilz, e o mais famoso, de Alexandre Dumas.
Segundo Courtilz, Athos, como seus irmãos de armas, Porthos e Aramis, é um Cadete da Gasconha. Aparece pouco nas "Memórias", onde o personagem principal é d'Artagnan.
Do verdadeiro Athos, personagem de vida breve e sem grande interesse, Dumas fez um homem de berço ilustre, Conde de la Fère. Dá-lhe antepassados gloriosos (um deles servindo sob Francisco I), terras no Berry, um castelo, um passado cheio de segredos. Dumas faz dele o mais velho dos mosqueteiros ; tem trinta anos no início do romance, d'Artagnan apenas dezoito, Aramis e Porthos entre vinte e dois e vinte e três. Ele o faz morrer em 1669, ou seja, vinte e seis anos depois da data real de seu desaparecimento.
Athos é um nobre de alma pura e que carrega um terrível segredo, decorrente de um casamento mal fadado com Milady de Winter, a grande vilã deste primeiro livro.
Alexandre Dumas ainda dá a Athos um filho, Raul, "O Visconde de Bragelonne", que teria tido fora do casamento com a bela Duquesa de Chevreuse, antiga confidente e amiga de Ana de Áustria, rainha de França.
Athos seria membro de três ordens de cavalaria : da Ordem da Jarreteira, por Carlos I da Inglaterra, da Ordem do Espírito Santo, graças a Porthos e ao cardeal Mazarino, no livro "Vinte Anos Depois" e, finalmente, membro da Ordem do Tosão de Ouro por Carlos II da Inglaterra, que ajudou a recolocar no trono.